# NOL6
NOL6‏ (Nucleolar protein 6) هوَ بروتين يُشَفر بواسطة جين NOL6 في الإنسان.